# Севрюков, Михаил Спиридонович
Михаил Спиридонович Севрюков (2 декабря 1930, хутор Кавалерский, Ростовская область — 1997, Светлоград, Ставропольский край) — советский и российский композитор, заслуженный деятель искусств России.

## Биография
Родился 2 декабря 1930 года на хуторе Кавалерский Ростовской области, в семье донских казаков. В возрасте пяти лет вместе с семьей переехал в Ставропольский край.
В 1958 году под его руководством создан ансамбль «Нива золотая», руководителем которого он был до последних дней своей жизни. Ансамбль был участником Заключительных показов в рамках Первого Всесоюзного фестиваля самодеятельного художественного творчества трудящихся в Москве.
В 1977 году ансамбль дважды выступал в Кремлёвском Дворце съездов, а в последующие годы выступал на фестивалях в Польше и Словении.

## Произведения
Самые известные его произведения — «Широки просторы наши», «Синий вечер», «Зори степные», «Мой край родной», «Песня о Ставрополье».

## Память

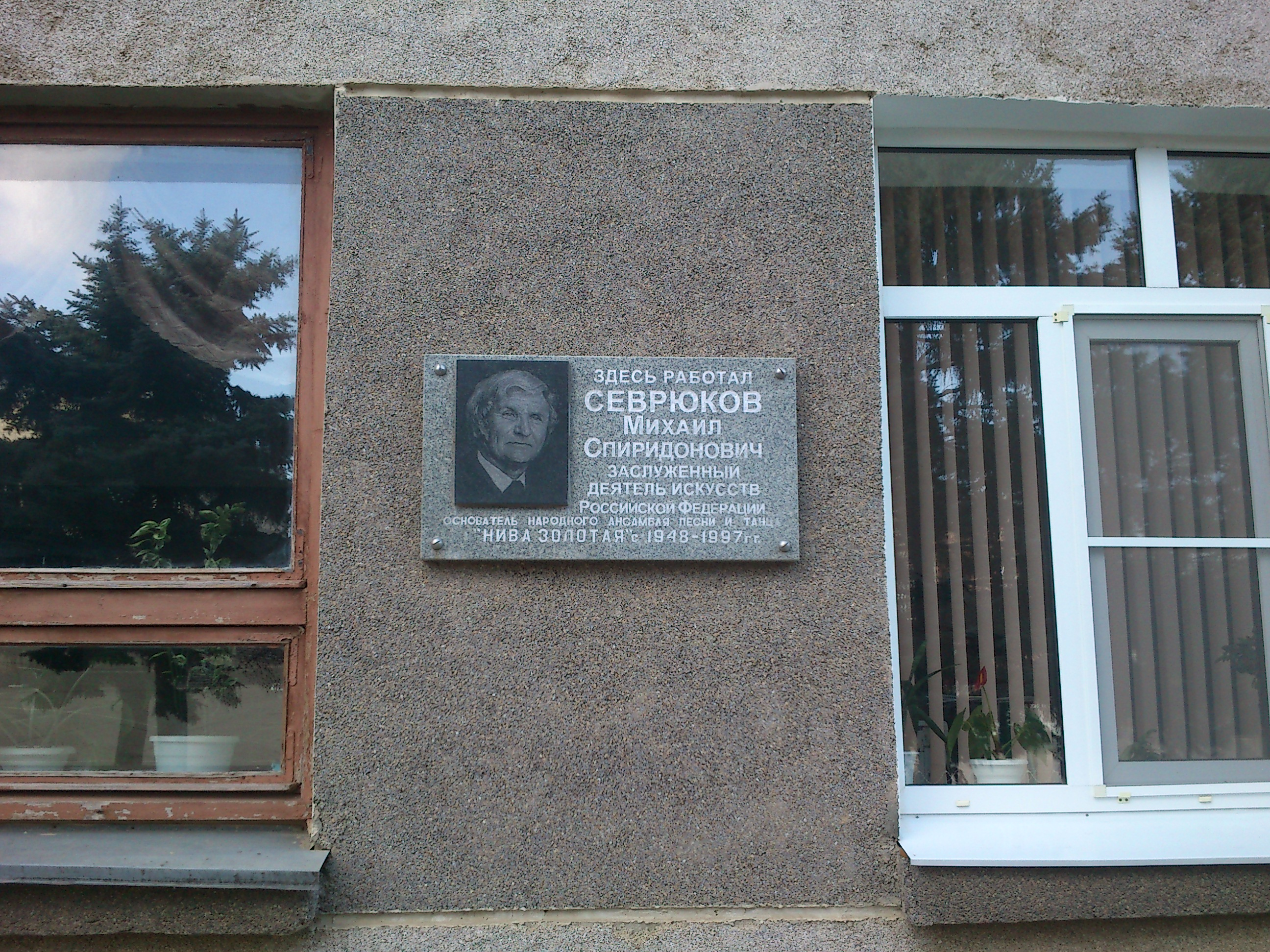
Памятная табличка на Петровском РДК, где работат композитор

- В 1998 году народному ансамблю песни и танца «Нива Золотая» было присвоено его имя.
- Краевой фестиваль «Родные напевы» проводиться в честь памяти композитора, и приурочен к его дню рождения.[4]
- В районном доме культуры города Светлограда установлена памятная табличка.

## Награды и звания
- Заслуженный деятель искусств Российской Федерации